# سيلينة مرقطة
السيلينة المرقطة[بحاجة لمصدر] (باللاتينية: Silene physalodes) نوع نباتي يتبع جنس السيلينة من الفصيلة القرنفلية.

## الموئل والانتشار
موطنها بلاد الشام.